# Ascozonus cunicularius
Ascozonus cunicularius är en svampart som först beskrevs av Jean Louis Emile Boudier, och fick sitt nu gällande namn av Marchal 1884. Ascozonus cunicularius ingår i släktet Ascozonus och familjen Thelebolaceae.   Inga underarter finns listade i Catalogue of Life.